# Senna Borsato
Senna Borsato (født Senna Armando Cornelis Borsato 23. september 2001 i Blaricum) er en nederlandsk skuespiller.
Borsato blev især kendt da han er søn af Marco Borsato.

## Personlige liv

### Familie
Senna er en søn af Marco og Leontine Borsato. Han har en ældre bror, Luca og en yngre søster, Jada. Han er opkaldt efter den brasilianske Formel 1 kører Ayrton Senna. Hans anden og tredje navn henviser til to af hans onkler.

### Skuespil
Han er kendt for sin anden filmrolle i Heksen bestaan niet. Før denne rolle spillede han sammen med sin søster Jada i kortfilmen Plakband. Filmen var specielt lavet til 48 Hour Film Project - Cinekid-udgaven. Han spillede i 2014 i Het verborgen eiland og i 2015 i filmen Code M. I oktober 2015 kunne han ses i kortefilmen Onder mijn bed der også var lavet til 48 Hour Film Project - Cinekid-udgaven.